# Jetlag (singel Malika Montany)
Jetlag – singel polsko-niemieckiego rapera Malika Montany, DaChoyce oraz rapera The Plug, promujący album zatytułowany Adwokat diabła. Singel w formie digital download ukazał się 5 lutego 2022 roku. Autorami tekstu są Malik Montana oraz DaChoyce.

## Nagrywanie
Producentami utworu byli The Plug oraz SRNO. Za mix i mastering odpowiada FRNKIE.

## Przyjęcie
Utwór w serwisie YouTube zdobył ponad 45 mln wyświetleń oraz ponad 43 mln odsłuchań w serwisie Spotify w 2023 roku.
Nagranie w 2022 roku uzyskało status poczwórnej platynowej płyty, a 10 maja 2023 roku uzyskał status diamentowej płyty.

## Personel
Opracowano na podstawie materiału źródłowego.
- Malik Montana, DaChoyce, The Plug – słowa, rap
- The Plug, SRNO – produkcja muzyczna
- FRNKIE – miksowanie, mastering